# Gare du Theil - La Rouge
Gare du Theil - La Rouge vasútállomás Franciaországban, Le Theil településen.

## Vasútvonalak
Az állomást az alábbi vasútvonalak érintik:
- Párizs–Brest-vasútvonal

## Kapcsolódó állomások
A vasútállomáshoz az alábbi állomások vannak a legközelebb:
- Gare de La Ferté-Bernard (Gare de Brest, Párizs–Brest-vasútvonal)
- Gare de Nogent-le-Rotrou (Paris Gare Montparnasse, Párizs–Brest-vasútvonal)